# Morcillo
Morcillo (asztur-leóni és extremadurai nyelven Morcillu) település Spanyolországban, Cáceres tartományban. Morcillo Coria, Guijo de Coria, Guijo de Galisteo és Torrejoncillo községekkel határos. Lakosainak száma 369 fő (2024).

## Népesség
A település népessége az elmúlt években az alábbi módon változott:
| Lakosok száma | 470  | 435  | 437  | 418  | 419  | 406  | 407  | 371  | 371  | 369  |
|               | 2001 | 2004 | 2006 | 2009 | 2011 | 2014 | 2016 | 2019 | 2021 | 2024 |